# Rhynchomegalosphys aethiops
Rhynchomegalosphys aethiops är en tvåvingeart som beskrevs av Franz Lengersdorf 1931. Rhynchomegalosphys aethiops ingår i släktet Rhynchomegalosphys och familjen sorgmyggor.
Artens utbredningsområde är Madagaskar. Inga underarter finns listade i Catalogue of Life.